# Stormtroopers of Death
A Stormtroopers of Death ("A halál rohamosztagosai", rövidítve S.O.D.) egy amerikai crossover thrash együttes volt.  Tagok: Scott Ian, Dan Lilker, Charlie Benante és Billy Milano. A műfaj nagyjai között tartják számon a zenekart a rajongóik, a D.R.I.-jal és a Suicidal Tendencies-szel együtt.

## Története
Az S.O.D. 1985-ben alakult meg New Yorkban. A népszerű Anthrax thrash metal zenekar mellékprojektjeként jöttek létre. A klasszikus Spreading the Disease lemez kiadása után Billy Milano elhatározta, hogy megalapítja saját együttesét: ez lett a Stormtroopers of Death. Pályafutásuk alatt többször koncerteztek is. Híresek lettek humoros, szatirikus és társadalomkritikus témájú dalaikról. Többször utaltak egyéb zenekarokra is, pl. Celtic Frost, Iron Maiden és Slayer. Az S.O.D. először egy demót jelentetett meg 1985-ben, Crab Society North néven. Ugyanebben az évben jelentették meg első nagylemezüket Speak English or Die címmel, amely az évek során klasszikussá vált. Második stúdióalbumuk 1999-ben jelent meg, Bigger than the Devil elnevezéssel. A lemez borítója az Iron Maiden The Number of the Beastjére utal, a cím pedig a The Beatlesre, ugyanis John Lennon egy interjúban egyszer kijelentette, hogy ő népszerűbb, mint Jézus Krisztus ("more popular than Jesus Christ"). Az S.O.D. utolsó nagylemeze a Rise of the Infidels címet kapta és 2007-ben jelent meg. Ezen az albumon már csak négy új dal volt található, a többi szám koncertfelvétel volt. Ennek ellenére stúdióalbumnak számít a lemez. A zenekar négyszer feloszlott pályafutásuk során nézeteltérések miatt. 2007-ben újból összeálltak egy új stúdióalbum és néhány koncert erejéig, de ebben az évben véglegesen feloszlottak. Billy Milano azóta a hasonló jellegű M.O.D. (Method of Destruction) zenekar frontembere, valamint 2012-ben alapított egy új zenei társulatot, United Forces néven. Az S.O.D.-t gyakran tartják a crossover thrash műfaj "atyáinak", megalapítójának. Az évek során tisztességes rajongótáboruk is kialakult, így mára már kultikus zenekarnak számít, sokan még az Anthrax-nél is jobbnak tartják. Híresek lettek arról is, hogy néha 5 másodperces dalokat írnak, amelyek csak poénnak számítanak.
A zenekar a következő együtteseket/előadókat parodizálta már, illetve tett rájuk utalást: Slayer, Manowar, Iron Maiden, Celtic Frost, Beatles, Limp Bizkit, Coal Chamber, Machine Head, Korn, Rage Against the Machine (a L.A.T.K.C.H. "Limp Against the Korn Chamber Head" című dalukkal), és King Diamond.

## Diszkográfia
Stúdióalbumok
- Speak English or Die (1985)
- Bigger than the Devil (1999)
- Rise of the Infidels (2007)

Egyéb kiadványok
- Live at Budokan (1992, koncertlemez)
- Crab Society North (1985, demó)
- Pussywhipped (középlemez)
- S.O.D. Live at Budokan (1992, VHS)
- Kill Yourself: the Movie (2001, DVD és VHS)
- Speak English or Live (2001, DVD)
- 20 Years of Dysfunction (2005, DVD)